# 급성 독성
급성 독성(急性毒性, 영어: acute toxicity)은 1회의 단기간에 노출되어 야기되는 독성효과에 의하여 발생하는 생물학적 피해이다. 급성 독성은 단일 노출 또는 단시간(보통 24시간 미만)의 다중 노출로 인해 발생하는 물질의 부작용을 설명한다. 급성 독성으로 기술되려면 부작용이 물질 투여 후 14일 이내에 발생해야 한다. 급성 독성은 장기간(수개월 또는 수년)에 걸쳐 물질에 반복적으로, 종종 낮은 수준으로 노출되어 건강에 악영향을 미치는 만성 독성과 구별된다.
급성(또는 만성) 독성 연구를 위해 인간을 시험 대상으로 사용하는 것은 비윤리적인 것으로 널리 간주된다. 그러나 우발적인 인체 노출(예: 공장 사고) 조사를 통해 일부 정보를 얻을 수 있다. 그렇지 않으면 대부분의 급성 독성 데이터는 동물 실험에서 나오거나 최근에는 체외 테스트 방법과 유사한 물질에 대한 데이터에서 추론된다.

## 같이 보기
- 만성 독성